# Wolfgang Plottke
Wolfgang Plottke (* 31. Juli 1948 in Klein Lukow; † 21. März 2024) war ein deutscher Ruderer, der 1972 die olympische Bronzemedaille im Vierer ohne Steuermann gewann.

## Sportliche Laufbahn
Der Ruderer vom Ruderclub Marl im VfB Hüls war 1969 zusammen mit Peter Funnekötter Zweiter bei den Deutschen Meisterschaften im Zweier ohne Steuermann. 1970 bildeten die beiden Ruderer zusammen mit Joachim Ehrig und Claus Schneggenburger einen Vierer. Bei den Weltmeisterschaften im kanadischen St. Catherines kam dieser Vierer hinter dem Boot vom SC Einheit Dresden ins Ziel und gewann die Silbermedaille. 1971 rückte Franz Held für Schneggenburger ins Boot. In der Besetzung Plottke, Held, Funnekötter, Ehrig belegte das Boot bei den Europameisterschaften in Kopenhagen den dritten Platz hinter dem Dresdner Vierer und dem Boot aus Norwegen. Bei den Olympischen Spielen 1972 in München fuhr der westdeutsche Vierer in der gleichen Besetzung wie im Vorjahr und belegte erneut den dritten Platz, es siegte der Dresdner Vierer vor dem Boot aus Neuseeland. 1973 gewannen Funnekötter und Plottke mit dem Achter vom RK am Baldeneysee Essen den deutschen Meistertitel.
Für seine sportlichen Leistungen wurde er am 11. September 1972 mit dem Silbernen Lorbeerblatt ausgezeichnet.